# ستانیچنگه
ستانیچنگه (به صربی: Staničenje) یک منطقهٔ مسکونی در صربستان است که در ناحیه پیروت واقع شده‌است. ستانیچنگه ۶۰۹ نفر جمعیت دارد.